# 贝阿朗库尔
贝阿朗库尔（法語：Béalencourt，法語發音：[bealɑ̃kuʁ]）是法国上法蘭西大區加来海峡省的一个市镇，属于蒙特勒伊区。

## 地理
贝阿朗库尔（50°26'5"N, 2°7'17"E）面积7.31 平方千米，位于法国上法蘭西大區加来海峡省，该省份为法国北部沿海省份，西北濒北海，南至索姆省，东临北部省。
与贝阿朗库尔接壤的市镇（或旧市镇、城区）包括：迈松塞勒、罗朗库尔、欧希莱塞丹、阿赞库尔、泰努瓦斯河畔布朗日。

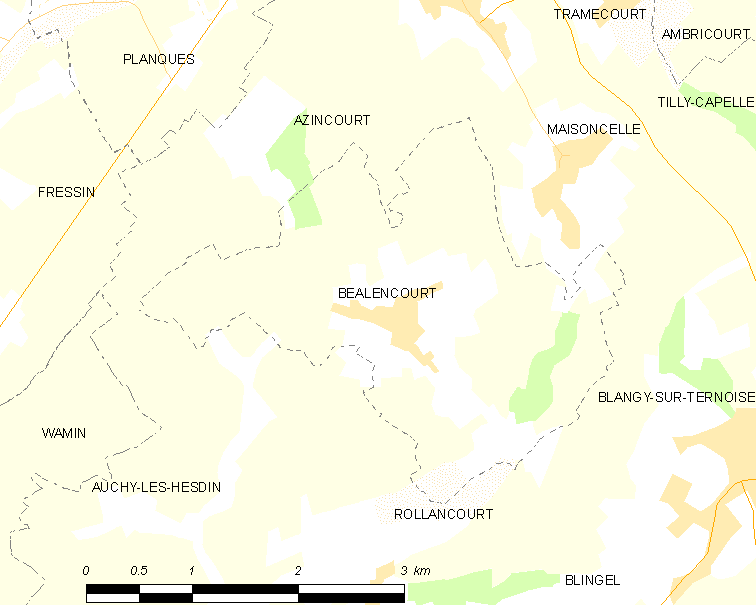
贝阿朗库尔的OSM定位图

贝阿朗库尔的时区为UTC+01:00、UTC+02:00（夏令时）。

## 行政
贝阿朗库尔的邮政编码为62770，INSEE市镇编码为62090。

## 政治
贝阿朗库尔所属的省级选区为欧克西堡县。

## 人口

1962-2008年间贝阿朗库尔人口变化图示

贝阿朗库尔于2022年1月1日时的人口数量为133人。